# Let Me Entertain You (album)
Let Me Entertain You – album francuskiej piosenkarki Amandy Lear, wydany w 2016 roku.

## Ogólne informacje
Materiał na płytę nagrano w Paryżu między wrześniem 2015 i lutym 2016. Stylistycznie krążek jest mieszanką ballad i utworów tanecznych, wykonanych w większości po angielsku, oraz kilku po francusku i włosku. Poza premierowymi kompozycjami, Lear po raz kolejny nagrała nowe wersje swoich przebojów z epoki disco „Fashion Pack” i „Follow Me”, oraz sięgnęła po standardy muzyki pop z repertuaru takich wykonawców jak Village People oraz Charlie Chaplin. Do fizycznego wydania albumu dołączone zostało DVD z występem, podczas którego Amanda Lear wykonuje wybrane utwory.

## Lista utworów
| CD 1. „Let Me Entertain You” – 2:59 2. „Good to Be Bad” – 3:36 3. „Si tu savais ma belle” – 3:14 4. „Couleurs” – 3:01 5. „Mad About the Boy” – 2:36 6. „La Rumeur” – 2:51 7. „Moi je t’aime aujourd’hui” – 2:43 8. „The Best Is Yet to Come” – 3:45 9. „Catwalk (A Model)” – 3:32 10. „Fashion Pack” – 4:23 11. „Can’t Take My Eyes Off You” – 3:39 12. „Macho Man” – 3:27 13. „Follow Me” – 4:07 14. „The Actress” – 3:17 15. „Prima del tuo cuore” (feat. Gianluca De Rubertis) – 3:07 16. „La Belle Vie” – 2:00 17. „For Me Formidable” – 2:22 18. „Smile” – 3:18 DVD 1. „Let Me Entertain You” 2. „Good to Be Bad” 3. „Si tu savais ma belle” 4. „Couleurs” 5. „Mad About the Boy” 6. „La Rumeur” 7. „Can’t Take My Eyes Off You” 8. „Catwalk (A Model)” 9. „For Me Formidable” 10. „Fashion Pack” 11. „Smile” 12. „The Best Is Yet to Come” | 1. „Let Me Entertain You” – 2:59 2. „Good to Be Bad” – 3:36 3. „Si tu savais ma belle” – 3:14 4. „Couleurs” – 3:01 5. „Mad About the Boy” – 2:36 6. „Moi je t’aime aujourd’hui” – 2:43 7. „The Best Is Yet to Come” – 3:45 8. „Catwalk (A Model)” (Radio Edit) – 3:32 9. „Fashion Pack” – 4:23 10. „Can’t Take My Eyes Off You” (Edit Version) – 3:39 11. „Macho Man” (Edit Version) – 3:27 12. „Follow Me” – 4:07 13. „The Actress” – 3:17 14. „Prima del tuo cuore” (feat. Gianluca De Rubertis) – 3:07 15. „La Rumeur” – 2:51 16. „La Belle Vie” – 2:00 17. „For Me Formidable” – 2:22 18. „Smile” – 3:18 19. „Catwalk (A Model)” (Club Edit) – 3:54 20. „The Best Is Yet to Come” (B*Gold Remix) – 6:03 |

## Pozycje na listach
| Kraj    | Pozycja |
| ------- | ------- |
| Francja | 175     |
| Włochy  | 80      |

## Single z płyty
- 2016: „Prima del tuo cuore” (feat. Gianluca De Rubertis)
- 2016: „The Best Is Yet to Come”
- 2017: „Catwalk”